# Gnoma holonigra
Gnoma holonigra är en skalbaggsart som beskrevs av Stefan von Breuning 1980. Gnoma holonigra ingår i släktet Gnoma och familjen långhorningar.
Artens utbredningsområde är Filippinerna. Inga underarter finns listade i Catalogue of Life.